# Monna Lisa (Jules Verne)
Pour les articles homonymes, voir Mona Lisa.
Monna Lisa est une comédie en un acte et en vers, écrite par Jules Verne entre 1851 et 1855. Elle fut lue à l'académie des sciences, des lettres et des arts d'Amiens, le 22 mai 1874.

## Argument
En posant pour son portrait, Monna Lisa, femme d'un seigneur de Florence, tombe amoureuse de Léonard de Vinci. Celui-ci, lui aussi, se sent attiré par la jeune femme. Mais, une fois le tableau terminé, le peintre s'en va vers d'autres œuvres.

## Les personnages
- Léonard de Vinci
- Monna Lisa, femme de Joconde
- Joconde, élégant seigneur de Florence
- Pazzetta, suivante de Monna Lisa
- Bambinello, serviteur de Léonard de Vinci

## Analyse
Monna Lisa met en scène Léonard de Vinci et le modèle de la Joconde, amoureuse de l'artiste, et traite du choix entre réel et création, entre amour pour la femme et passion pour l'art. Monna Lisa prend conscience qu'en tant que créature, elle n'est pas de taille à lutter avec la Création.
Joconde : 
« À quoi bon se hâter ? Léonard a le temps !

Son génie n'est-il pas de nature éternelle,

Et ne serez-vous point éternellement belle ?  »
Quant à Vinci, il ne peut se réaliser en tant qu'homme :
« ...En moi, l'amant est tué par l'artiste ?  »
Quarante ans après, Verne reprend le même thème dans Le Secret de Wilhelm Storitz. Henri Vidal ne dit-il pas à son frère Marc, peintre comme Léonard :
« Lorsqu'un peintre est plus préoccupé du modèle que du portrait !... »
Et celui-ci de répondre :
« ...Ce n'était pas au fiancé, c'était au peintre qu'elle consacrait ces heures trop courtes !... »
Mais Myra Roderich deviendra invisible. Il n'en restera que le portrait comme pour la Joconde. L'absolue réussite du portrait doit correspondre à la nécessaire disparition de l'être humain. Ainsi, la vieillesse et la mort s'effacent pour laisser l'image magnifiée du moment qui rejoint l'éternité.

## Représentations
La pièce fut jouée aux Essarts-le-Roi, les 18 et 24 juin 2000, mise en scène par Gisèle Renaudin, ainsi qu'un voyage avec des œuvres de Jules Verne présentées dans les devantures des magasins avec la participation d'une petite-nièce de l'écrivain venue pour un voyage en ballon.